# Jurgen Themen
Jurgen Themen (né le 26 octobre 1985 à Paramaribo) est un athlète surinamien, spécialiste du 100 m.

## Biographie
Il représente le Suriname lors des Championnats du monde 2007, lors des Jeux olympiques de 2008 et lors des Championnats du monde 2009, sans progresser au second tour, au contraire d'en 2011 où il atteint les quarts de finale. Lors des Jeux olympiques de 2012, il remporte son tour préliminaire mais est également éliminé lors de la première série.
Son record personnel était de 10 s 38, obtenu lors des sélections olympiques du Suriname en 2012, record national. Le 8 mai 2016, il bat ce record en 10 s 20, puis le 28 mai 2016, il porte ce record à 10 s 13 à Bradenton pour obtenir le minima pour les Jeux olympiques de Rio.

## Note et référence
- (en) Cet article est partiellement ou en totalité issu de l’article de Wikipédia en anglais intitulé « Jurgen Themen » (voir la liste des auteurs).